# Provincia de Monte Plata
La provincia de Monte Plata es una de las 32 provincias de la República Dominicana. 
Su municipio cabecera, Monte Plata, fue creado a partir de las devastaciones de Osorio entre 1605-1606. Con la independencia dominicana, en 1844, el territorio perteneció a la primigenia provincia de Santo Domingo. En 1932, la zona era parte de la provincia de Trujillo, hasta que en 1938 se crea por primera vez la provincia de Monte Plata, luego provincia de Monseñor Meriño, la cual desapareció en 1945. Finalmente, se reestableció como provincia en 1982, entrando en efecto el 1 de enero de 1983.
Se encuentra al norte de Santo Domingo. Forma parte de la Región Este o Sureste del país. Junto con las provincias de San Pedro de Macorís y Hato Mayor, compone la subregión de desarrollo Higuamo.

## Antecedentes Históricos
El territorio que ocupa hoy la provincia de Monte Plata, formaba parte del cacicazgo de Higüey o Icayagua. Ese hecho da a esta provincia un especial interés para el estudio de la cultura aborigen ya que se localiza un importante cementerio de este grupo étnico.

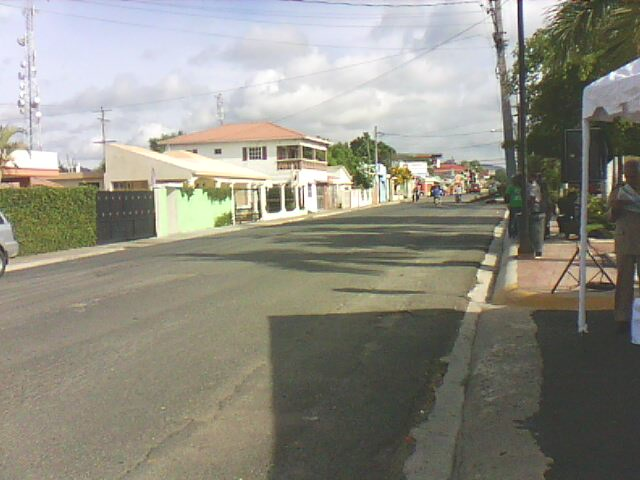
Una calle de Monte Plata.

Los registros oficiales de la Corona Española relatan el fin de los últimos Taínos de la isla Hispaniola. Estos eran los que se rebelaron con el Cacique Enriquillo en los años del 1519 hasta el 1534. El indígena Enriquillo, principal líder revolucionario taíno, realizó un armisticio efectuado en 1533 con las tropas españolas, dando lugar a la aparición de Boyá como territorio para el asentamiento definitivo del último reducto de los aborígenes de Quisqueya gracias a las enfermedades que transmitieron los colonizadores.
El establecimiento de la población que hoy habita en los enclaves del Norte de la ciudad de Santo Domingo y que llevan como nombres Monte Plata y Bayaguana son una consecuencia de las denominadas devastaciones de Ozorio (1605-1606), las autoridades españolas, que en ese entonces fungía como monarca Felipe III, en el año 1603 deciden mediante Cédula Real despoblar la zona noroeste de la isla a fin de eliminar el contrabando de ganado, cueros y otros productos que se estaba produciendo por esa parte de la isla, y en el año 1605 el gobernador Osorio puso en vigencia la Cédula Real que establecía que todas las poblaciones de la banda del norte que se dedicaban a contrabandear tenían que ser despoblada.
Las poblaciones con sus pertenencias de las ciudades de Monte Cristi, Puerto Plata, Bayajá y Yaguana fueron trasladadas al sureste de la isla donde se fundaron dos nuevas ciudades nombradas Monte Plata y Bayaguana, los nombres de estas ciudades son el resultado de la fusión de Monte Cristi y Puerto Plata, y de Bayajá y Yaguana.
El 7 de mayo de 1842 sacudió a la ciudad de Monte Plata un fuerte terremoto que junto a las réplicas que les sucedieron mantuvieron angustiados a los aterrorizados habitantes. En Monte Plata el fenómeno no causó destrozos materiales, por ser todas las construcciones de madera; en cambio, sacudió la tierra; resquebrajando en muchos sitios.
Un día antes del trabucazo que dio inicio a la proclamación de la independencia dominicana, el general Matías Moreno anunció la independencia en Monte Plata, al tiempo que convocó las tropas bajo su mando para marchar hacia la ciudad de Santo Domingo.
Monte Plata fue escenario de la Batalla de Bermejo, el 30 de septiembre de 1863. En la misma se vieron enfrentadas las tropas españolas, comandadas por Gregorio Luperón. Luperón, que venía en la retaguardia de sus tropas, encontró en el sillón de la viuda a sus avanzadas, dañadas y perseguidas por las vanguardias españolas. Inmediatamente las atacó, les hizo retroceder y se enfrentaron en Bermejo. Santana se retiró, entrada la noche, a San Pedro de Macorís.
Los españoles abandonaron a Monte Plata, el 7 de marzo de 1864; las fuerzas restauradoras ocuparon la plaza de inmediato. Al día siguiente el presidente Salcedo estableció su cuartel general en Monte Plata. En esa misma fecha designó a Benigno Filomeno Rojas como general en jefe de los ejércitos del Este, en reemplazo del general Luperón. El presidente Salcedo permaneció en Monte Plata durante 6 días, hasta el 13 de marzo.
El 23 de abril de 1868 Buenaventura Báez fue proclamado presidente de la República en Monte Plata.
A finales del 1879 se realizó en Monte Plata el combate de Porquero o Arroyo Porquero entre liberales, representados por Ulises Heureaux, y conservadores, leales al presidente Cesáreo Guillermo. Se trató de una acción de suma importancia ya que, con el triunfo de Heureaux, se estableció el predominio político del Cibao sobre el sur.
A partir de 1930 se perfiló el aspecto urbanístico de Monte Plata con la construcción de la plaza, la iglesia, el mercado y el parque, gracias a la gestión del presbítero Emiliano Camarena. Habitantes de las secciones aledañas acudían a la ciudad el primer viernes de cada mes para intercambiar sus productos.

## Historia
Ha trascendido que para 1518, los Padres Jerónimos fundaron en la jurisdicción de Boyá unos pueblos de indios libres que trasladaron hasta allí desde distintos sitios. Sin embargo, Boyá solo aparece documentalmente cuando ocurrió en 1533 el traslado del Cacique Herniquillo, quien llegó acompañado de un nutrido grupo de indígenas, unos 4,000. Estos fueron trasladados de la región de Bahoruco, y de acuerdo con lo pactado entre el cacique y el representante de Carlos V de España, Barrionuevo.
Hubo una nueva fundación del pueblo de Boyá entre 1571 y 1605, llevada a cabo en la planicie que delimitan los ríos y arroyo Oveja, Hicaco y Arasao, al oeste del antiguo sitio, donde permanece definitivamente. En el censo de Osorio del 2 de octubre de 1606, Boyá contaba con 14 familias como lo son los Hernández, los Alcántara, Cabral, Mota, Tavarez y otros, todas trasladadas a raíz de la devastaciones.
Su inicio, como sociedad colonizadora, surge para dar fiel cumplimiento a la real cédula o mandato del Rey de España Felipe III, de eliminar los poblados ya devastados de Monte Cristi y el mercado negro existente en el puerto de Puerto Plata. Encontrándose en ese entonces Don Antonio Osorio quien desempeñaba el cargo de gobernador de la isla. 

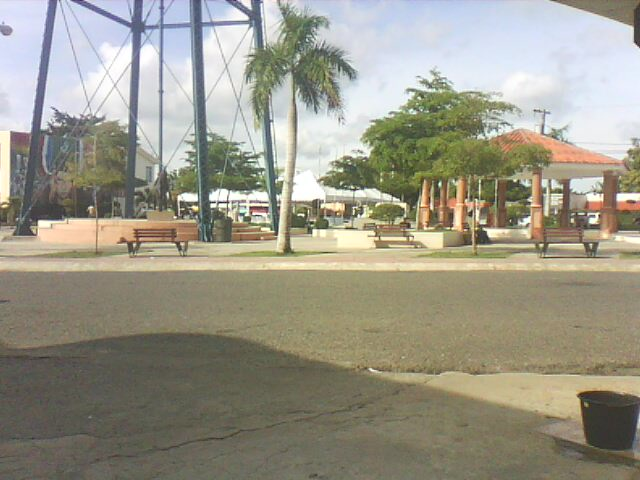
Parque de Monte Plata.

En los años 1605 y 1606 fecha en la que tiende a producirse las llamadas devastaciones de Osorio, observada en la Cédula 3 del 6 de agosto de 1603, textualmente dice, “Sobre lo que se ha resuelto para remedio de la comunicación y rescate que tienen la gente de la isla con los europeos, y que se muden tierra adentro ciertos pueblos, adonde aquellos acudan a la vez otorga perdón a los culpados del delito de rescate con tal de que se avecinen en las nuevas poblaciones; éstas habrían de formarse con los vecinos de Puerto Plata, Bayahá y la Yaguana, Villas que debían ser destruidas, construyendo aquellas a seis u ocho leguas de la ciudad de Santo Domingo.
La provincia de Monte Plata, asume la denominación de común cabecera, mediante el decreto 1824 de la convención nacional del 11 de marzo de 1865, quedando integrada de forma definitiva la común de Sabana Grande de Boyá. Pero años después en el año 1932, cuando es creada la ley 397 del 11 de noviembre se crea la provincia “Trujillo”, donde queda incorporada nuevamente la común de Monte Plata. 
Luego de pasar 4 años cuando se crea la ley 1521 del 20 de junio de 1938. Que es denominada nuevamente la provincia de Monte Plata nombrada Provincia Monseñor Meriño. Contando con los comunes de Guerra, Bayaguana, La Victoria, Villa Mella y Yamasá. Donde más tarde ésta fue incorporada nuevamente a la provincia Trujillo conocida como Provincia San Cristóbal a partir del año 1945.
Esta ciudad tiene una curiosa historia, paralela con la de la República Dominicana. Fundada al principio de la colonia, la ciudad prosperó hasta la época de las Devastaciones, a mediados del siglo XVII, cuando debido al alto número de ataques piratas, se ordenó la despoblación de la ciudad al este central de la isla, en una ciudad junto con los de Puerto Plata.

## Geografía
- Superficie: 2,615.29 kilómetros cuadrados. Está en el 5.º lugar en cuanto a superficie con 5.4% del territorio nacional.
- Límites: Al norte se encuentran las provincias Sánchez Ramírez, Duarte y Samaná, al este las provincias Hato Mayor y San Pedro de Macorís, al sur la provincia de Santo Domingo y al oeste las provincias San Cristóbal y Monseñor Nouel.
- Región: Forma parte de la Región IX - Higuamo.
- Montañas: En la parte occidental de la provincia se encuentra la Sierra de Yamasá. Los Haitises, con sus numerosas pequeñas colinas, se encuentra en el noreste de la provincia.
- Hidrología: Los principales ríos de la provincia son el Ozama y el Yabacao. Otros ríos son Comate, Yamasá, Mijo, Sabita y Guanuma.
- Municipio cabecera: Monte Plata, con una población de 46,723 (22,221 urbana y 24,502 rural) en el municipio.
- Límites: al norte se encuentran las provincias Sánchez Ramírez, Duarte y Samaná, al este las provincias Hato Mayor y San Pedro de Macorís, al sur la provincia de Santo Domingo y al oeste las provincias San Cristóbal y Monseñor Nouel.
- Montañas: en la parte occidental de la provincia se encuentra la Sierra de Yamasá. Los Haitises, con sus numerosas pequeñas colinas, se encuentra en el noreste de la provincia.
- Hidrología: los principales ríos de la provincia son el Ozama y el Yabacao. Otros ríos son Comate, Yamasá, Mijo, Sabita y Guanuma.

## Economía
Durante la época colonial se desarrollaron en esta provincia hatos. Eran los del Yabacao y Hundiero, propiedad del canónigo Llerena; los hatos de El Coco y de la Palma, de los monjes jerónimos; el hato de Sabita, de Diego de Peña, y el hato de la Estrella, de Diego Ponce de León.
La principal actividad de la provincia es la agropecuaria. Los renglones que más inciden en la economía de la provincia son la agricultura y la agropecuaria. Dentro de los cultivos importantes podemos citar el cacao, la caña de azúcar, el maíz, el ñame, la yuca, la yautía, cítricos y otros. En cuanto a ganadería, es importante la vacuna, tanto de leche como carne (según datos es la tercera provincia más pobre de República Dominicana).

## Desarrollo Turístico
Por su verdor, ubicación y encantos, esta parte de la isla tiene todas las posibilidades de convertirse en el principal centro ecológico del país y un destino obligatorio para quienes buscan algo más que sol y playa.
La interrogante recurrente y legendaria es ¿por qué la provincia “Esmeralda”? La respuesta la encontramos inmediatamente nos aproximamos a territorio monteplatense y es que desde que cruzamos el puente sobre el río Ozama, tras salir de Guanuma, se vislumbra el verdor, la copiosa vegetación y las imponentes montañas que desbordan en belleza natural la zona. El verde de la Esmeralda, también se observa en las demás rutas por las que sé llega a la provincia, tales como por la nueva carretera Santo Domingo-Monte Plata-Samaná y por Guerra-Bayaguana-Monte Plata. El sobrenombre se le atribuye a Ydal De los Santos, presidente de la Fundación para el Desarrollo de Monte Plata (Fundemopla). Resulta que De los Santos, en medio de una charla que dictó en febrero del 2005 en el marco de la celebración del cuarto centenario de la ciudad, se le ocurrió que Monte Plata debería tener un seudónimo que, por sus características, la identificara y así como Santiago es la ciudad corazón; Puerto Plata, la novia del Atlántico; San Juan, el granero del Sur; La Vega, la ciudad olímpica, Monte Plata, por su verdor, sería la provincia “Esmeralda”. Fuente: Listín Diario/Fausto H. Moreno. Santo Dominigo.26/09/2008.  
A pesar de que cuenta con destacados saltos, ríos y ubicación estratégica, Monte Plata no ha podido desarrollar su potencial ecoturístico, siendo solo teniendo repunte en las zonas cercanas al Parque Nacional de los Haitises y el municipio de Bayaguana.

## Educación
La educación en las escuelas públicas está regida por la Regional N.º 17 y a su vez por Distritos Escolares que funcionan en cada uno de los municipios de la provincia, tienen como fin garantizar el correcto funcionamiento de los planteles escolares, así como además coordinar con las Direcciones de los Planteles Educativos acciones para elevar la calidad de la docencia que se imparte. 
La educación en Monte Plata ha sido deficiente a través de los años. Alrededor de 100 mil personas han completado la educación básica, sin embargo solo un alrededor de 7,000 personas completaron la educación universitaria.  De acuerdo con el censo de 2002, en la provincia se registró un alto índice de analfabetismo, equivalente a 28%.
Monte Plata está emergida en la construcción de la Ciudad del Conocimiento, proyecto que busca crear un modelo integrador real de educación donde el estudiante pueda entrar desde la estancia infantil y salir con educación técnico superior.

## División administrativa
La provincia Monte Plata tiene una superficie total de 2.601,6 km². Está dividida en cinco municipios y seis distritos municipales (D.M.).

## Patrimonio Cultural
Fiestas Patronales
Las fiestas patronales de Monte Plata son celebradas 11 al 22 de enero de cada año, en honor a La Virgen de la Altagracia. Esta festividad viene desde mediados del siglo XVIII; anteriormente eran celebradas en honor de San Antonio de Padua, el 13 de junio.

Mural en Monte Plata, RD.

Las patronales de Bayaguana son las más populares y concurridas de las fiestas de la provincia de Monte Plata. Las fiestas patronales de San Juan Bautista de Bayaguana son celebradas del 14 hasta el 23 de junio de cada año. Para culminar, el 24 de junio con la celebración del día de San Juan Bautista, patrono del pueblo. Las celebraciones incluyen misas, fiestas con música popular, corridas de caballos y otras actividades recreativas. El 28 de diciembre de cada año en Bayaguana se hace la ofrenda de los toros recolectados al Santo Cristo de los Milagros, cuyo santuario es lugar de peregrinación y expresión de fe durante todo el año.

## Otras manifestaciones culturales
- Cantos religiosos: Salve en oración
- Cantos durante las jornadas de trabajo
- El balsié
- Agua viva

## Municipios y Distritos Municipales
- Monte Plata municipio cabecera
  - Boyá (D.M.)
  - Chirino (D.M.)
  - Don Juan (D.M.)
- Bayaguana
- Peralvillo
- Sabana Grande de Boyá
  - Gonzalo (D.M.)
  - Majagual (D.M.)
- Yamasá
  - Los Botados (D.M.)
  - Mamá Tingo (D.M.)

## Principales Avenidas y Calles
- Avenida Monsenor de Merino

- Avenida José Francisco Peña Gómez.

- Avenida 27 de Febrero

- Avenida 27 de Abril

- Avenida Gaston Fernando Deligne

- Avenida General Luperon (Salida hacia Bayaguana-Conexión Autovía Juan Pablo II)

- Calle San Antonio

- Luis Arturo Rojas

- La Altagracia

- Calle Duarte

- Calle mella